# Paul Batin
Paul Ștefan Batin (* 29. Juni 1987 in Baia Mare) ist ein rumänischer Fußballspieler.

## Karriere
Die Profikarriere von Batin begann 2006 beim FC Baia Mare in seiner Heimatstadt. In der Saison 2008/09 erzielte er 25 Tore für seinen Klub in der Liga III und machte so den Erstligisten CFR Cluj auf sich aufmerksam, der ihn im Sommer 2009 unter Vertrag nahm, ihn jedoch kurz darauf an UTA Arad in die Liga II auslieh. Nach seiner Rückkehr wurde er kurzzeitig an Gaz Metan Mediaș ausgeliehen, kehrte aber bereits im August 2010 nach Cluj zurück. Im Sommer 2011 vereinbarte der Klub ein erneutes Leihgeschäft – diesmal mit Ligakonkurrent Pandurii Târgu Jiu. Nach fünf Toren in 29 Spielen in der Saison 2011/12 kehrte Batin nicht nach Cluj zurück, sondern wurde umgehend an den FC Brașov verlieh. Im Sommer 2013 kehrte er nach Cluj zurück. Ein Jahr später wechselte er zu Ligakonkurrent FC Botoșani. Am Ende der Spielzeit 2014/15 qualifizierte er sich mit seinem Team für die Europa League, schied dort in der zweiten Qualifikationsrunde aus. Im November 2015 löste er seinen Vertrag in Botoșani auf und schloss sich Anfang 2016 Dinamo Bukarest an. Dort kam er verletzungsbedingt nur dreimal zum Einsatz. Im Sommer 2016 wechselte er zu Miedź Legnica in die polnische 1. Liga. Im Februar 2017 holte ihn Pandurii Târgiu Jiu zurück nach Rumänien. Am Saisonende stieg er ab und verließ den Verein Richtung CS Concordia Chiajna. Im Januar 2019 wechselte er dann weiter zu Doxa Katokopia auf Zypern. Doch schon im folgenden September kehrte er in seine Heimat zurück und schloss sich wieder CS Concordia Chiajna an. Im Jahr darauf ging er dann erneut zum FC Baia Mare. Anschließend war Batin kurz vereinslos und ging dann zum Zweitligisten ACSF Comuna Recea . Von dort wechselte Batin zum CS Progresul Şomcuta Mare, dann zum dritten Mal bei CS Concordia Chiajna und seit August 2022 spielt er beim Amateurverein AFC Metalul Buzău.